# Diary (Sunny Day Real Estate)
Diary è l'album di debutto del gruppo emo Sunny Day Real Estate, registrato nel 1993, e distribuito a partire dal 4 gennaio 1994.

## Tracce
1. Seven – 4:45
2. In Circles – 4:58
3. Song About an Angel – 6:14
4. Round – 4:09
5. 47 – 4:34
6. The Blankets Were the Stairs – 5:27
7. Pheurton Skeurto – 2:33
8. Shadows – 4:46
9. 48 – 4:46
10. Grendel – 4:53
11. Sometimes – 5:42

## Versioni
Esistono tre demo della sessione di registrazione dell'album:
- In Circles
- Rodeo Jones
- Song About an Angel

Sono in circolazione inoltre un singolo promozionale(Seven), e un CD Promozionale (T.B.A.).
La versione LP è stata creata in tre edizioni limitate, tutte e tre fuori stampa; la prima era un vinile multicolore pubblicato dalla "Glitterhouse Records" in Germania, la seconda era un vinile nero stampato dalla "Sub Pop".Sulla terza ristampa dei vinili, sotto il logo "Sub Pop" compare la scritte "Edition II". In tutte e tre le edizioni mancano alcuni brani presenti sul CD.
Nel settembre del 2009, è stata pubblicata dalla Sub Pop una nuova versione, con due bonus track "8" e "9" dal loro primo 7 pollici "Thief, Steal Me A Peach" del 1993. Incluse nel disco ci sono delle note aggiuntive scritte dalla band.
Nel 2024 è uscita una versione live dell'album intitolata Diary at London Bridge Studio.

## Grafica
La copertina è un disegno: vi sono quattro manichini sorridenti (probabilmente padre, madre e due figli) in una cucina, illuminata da una luce che entra da una porta sulla destra, con un tostapane fumante al centro.

## Curiosità
- La "farfalla" disegnata nel libretto è opera del padre di Nate Mendel.

## Formazione
- Jeremy Enigk – voce, chitarra
- Dan Hoerner – chitarra, cori
- Nate Mendel – basso
- William Goldsmith – batteria

Personale tecnico
- Brad Wood - produttore
- Lynn Hamrick - fotografia
- Chris Thompson - grafica